# Нарышкин, Василий Васильевич
Василий Васильевич Нарышкин (1712—1779) — генерал-поручик, губернатор белгородский и новгородский. Внук боярина Г. Ф. Нарышкина.

## Биография
Василий Нарышкин родился 30 марта 1712 года, происходил из дворянского рода Нарышкиных; сын комнатного стольника Василия Григорьевича Нарышкина от брака его со Стрешневой.
Получив домашнее образование, он, по обычаям того времени, поступил с юных лет в военную службу, где пробыл в строю до чина полковника включительно. Произведенный 25 декабря 1755 года из полковников в бригадиры, В. В. Нарышкин был назначен присутствовать в Военной конторе. Вскоре после этого он занял должность белгородского губернатора, 3 марта 1763 года был произведён в генерал-поручики, а затем был переведён на ту же должность в Новгород.
С 1762 г. владел особняком на Владимирском проспекте, 12. Скончался 20 января 1779 года в Москве и был погребён в Донском монастыре (в трапезной Малого собора сохранилась надгробная доска над местом его погребения).

## Семья
Женат был дважды:
1) на княжне Прасковье Васильевне Солнцевой-Засекиной (1704—до 1742). От этого брака родились:
- Семён Васильевич Нарышкин (1731—до 1793) — дослужился в Берг-коллегии до положения вице-президента; более известен как литератор[5].
- Василий Васильевич Нарышкин (1738—1786) — дослужившись до статского советника, стал командиром Нерчинских заводов; в этой должности он оставил о себе печальную память расточительностью и вымогательством, за что был отрешён от должности и отдан под суд; имения его были в 1777 г. конфискованы и проданы для уплаты казенных долгов[6][7].

2) на Анне Ивановне Паниной (1723—10 сентября 1780). Сын от второго брака:
- Алексей Васильевич Нарышкин (4.08.1742—30.08.1800) - дипломат, также занимался литературной деятельностью.

## Материалы к биографии
В исповедной ведомости 1755 года полковник В. В. Нарышкин показан в возрасте 50 лет. Его жена ― Параскева Ивановна, 46 лет. Их дети: Семён ― 21 год, Алексей ― 15 лет, Василий ― 14 лет.
В исповедной ведомости 1793 года его сын ― Алексей Васильевич, тайный советник, сенатор и действительный камергер, показан в возрасте 53 лет; в исповедной ведомости 1795 — 55 лет.